# Schizonycha aruficollis
Schizonycha aruficollis är en skalbaggsart som beskrevs av Mittal och Pajni 1977. Schizonycha aruficollis ingår i släktet Schizonycha och familjen Melolonthidae. Inga underarter finns listade i Catalogue of Life.